# Jean-Marc Jaumin
Jean-Marc Jaumin, né le 5 février 1970 à Berchem-Sainte-Agathe en Belgique, est un entraîneur belge et ancien joueur international de basket-ball.

## Biographie

### Carrière d'entraîneur

#### Brussels Basketball (2021-2023)
Le 19 octobre 2021 Jean-Marc Jaumin s'engage avec le Phoenix Brussels Basketball pour une saison en BNXT League. En mai 2022 Jaumin prolonge son contrat jusqu'en 2023 avec une année en option. Le 23 mars 2023, alors que la saison est encore en cours le Brussels annonce le départ de Jaumin en fin de saison. Son bilan final en championnat est de 18 victoires contre 38 défaites en 56 matchs de saison régulière.

#### Belgique -18 ans (depuis 2022)
Parallèlement à son poste d'entraîneur au Brussels, Jaumin devient sélectionneur de l'équipe de Belgique des moins de 18 ans en juin 2022. En août 2022 il termine 10e de la division B en Coupe d'Europe des moins de 18 ans.

## Palmarès

### Joueur
| BC Ostende (6) | Unicaja Málaga (1)                                        |
| --- | --------------------------------------------------------- |
| - Championnat de Belgique (2) : - Champion : 1995 et 2006 - Vice-champion : 1991, 1996 et 1997 - Coupe de Belgique (3) : - Vainqueur : 1991, 1997 et 1998 - Finaliste : 1992, 1996 et 1999 - Supercoupe de Belgique (1) : - Vainqueur : 1998 - Finaliste : 1991, 1995, 1996 et 1997 | - Coupe Korać (1) : - Vainqueur : 2001 - Finaliste : 2000 |

### Entraîneur
| Lugano Tigers (1)                               | Lions de Genève (1)                                                                         | Heroes Bois-le-Duc                                  | Landstede Hammers                                                                        |
| ----------------------------------------------- | ------------------------------------------------------------------------------------------- | --------------------------------------------------- | ---------------------------------------------------------------------------------------- |
| - Supercoupe de Suisse (1) : - Vainqueur : 2015 | - Championnat de Suisse : - Vice-champion : 2017 - Coupe de Suisse (1) : - Vainqueur : 2017 | - Championnat des Pays-Bas : - Vice-champion : 2021 | - Coupe des Pays-Bas : - Finaliste : 2024 - Supercoupe des Pays-Bas : - Finaliste : 2023 |

## Records et distinctions individuelles
Records
- Meilleur passeur du Championnat de Belgique en 1994, 1999 et 2004 (169).

Distinctions individuelles
- Prix du meilleur joueur belge du championnat de Belgique en 1995, 1997 et 2006.